# Florina Pană
Florina Pană (* 20. Januar 1973 in Bukarest) ist eine ehemalige rumänische Langstreckenläuferin.

## Leben
1998 wurde sie rumänische Meisterin im Marathonlauf.
Im Jahr darauf gewann sie den Bordeaex-Marathon und den Vienna City Marathon, wurde Dritte bei den 25 km von Berlin und rumänische Meisterin über 10.000 m und kam beim Marathon der Leichtathletik-Weltmeisterschaften 1999 in Sevilla auf den 13. Platz.
Im Dezember 1999 wurde bekannt, dass sie bei einer Trainingskontrolle vor den Halbmarathon-Weltmeisterschaften in Palermo positiv auf ein anaboles Steroid getestet worden war. Ihr vierter Platz bei den Halbmarathon-Weltmeisterschaften wurde ihr daraufhin ebenso aberkannt wie der Sieg beim Istanbul-Marathon kurz danach.

## Persönliche Bestzeiten
- 5000 m: 15:28,09 min, 5. Juli 1999, Bukarest
- 10.000 m: 32:00,95 min, 4. Juli 1999, Bukarest
- 25-km-Straßenlauf: 1:25:11 h, 2. Mai 1999
- Marathon: 2:30:23 h, 18. April 1999, Bordeaux